# Sphenopsis
Sphenopsis is een geslacht van zangvogels uit de familie Thraupidae (tangaren).

## Soorten
Het geslacht kent de volgende soorten:
- Sphenopsis frontalis – Olijfrugsfenops
- Sphenopsis melanotis – Zwartoorsfenops
- Sphenopsis ochracea – Okerborstsfenops
- Sphenopsis piurae – Piurasfenops